# غاف هسلري
غاف هَسلِري (الاسم العلمي: Prosopis hassleri)، نوع من أشجار الغاف المنتمية إلى فصيلة البقولية. تستوطن المناطق شبه الاستوائية في شمال الأرجنتين وتشاكو الباراغوايانية، وهي عنصر مميز في تشاكو الرطبة أو تشاكو الشرقية، في كلتا من الغابة الذروية والسافانا وبساتين النخيل. اسم النوع مُهدى للطبيب وعالم النبات والطبيعة السويسري إميل هاسلر.